# Artabotrys likimensis
Artabotrys likimensis este o specie de plante angiosperme din genul Artabotrys, familia Annonaceae, descrisă de De Wild.. Conform Catalogue of Life specia Artabotrys likimensis nu are subspecii cunoscute.